# Râu subteran

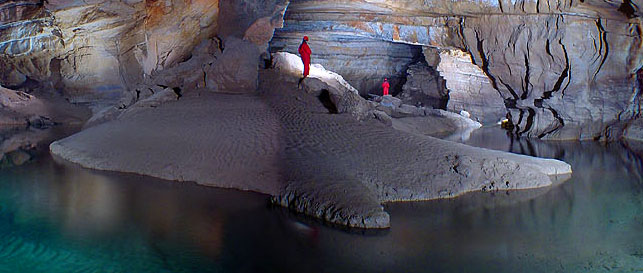
Un râu subteran în sistemul de peşteri Križna din Slovenia.

Un râu subteran este un râu care are porțiuni sau care se află în totalitate sub pământ (sau sub mare). Râul subteran este un râu a cărui albie nu este pe suprafața Pământului (râurile care curg prin canioane nu sunt catalogate râuri subterane). 
Râurile subterane pot fi în totalitate naturale, trecând prin sistemele de peșteri. 
Pe hărțile topografice, râurile pot să dispară sub doline, continuând subteran.
Râurile submarine sunt curenți de apă (sărată) care circulă pe fundul altor ape cum ar fi mări sau oceane. 